# Louis Raymond
Louis Bosman Raymond (ur. 28 czerwca 1895 w Pretorii, zm. 30 stycznia 1962 w Johannesburgu) – tenisista południowoafrykański, reprezentant w Pucharze Davisa, złoty medalista olimpijski z Antwerpii.
Zawody w 1920 były jego pierwszymi igrzyskami olimpijskimi. Zwyciężył w turnieju singlowym, w meczu finałowym pokonał Japończyka Ichiya Kumagae. W 1924, na igrzyskach w Paryżu, odpadł już w pierwszej rundzie. Inne jego znaczące singlowe wyniki to półfinał Wimbledonu w 1924 i ćwierćfinał Roland Garros w 1927. Sześciokrotnie zostawał mistrzem kraju i reprezentował swoją ojczyznę w Pucharze Davisa w latach 1919–1931.